# Josh Watson
Joshua John Watson (Newcastle, 31 luglio 1977) è un ex nuotatore australiano.

## Carriera
Ha fatto parte, anche se solo in batteria, della staffetta che vinto la medaglia d'argento nella 4x100m misti alle Olimpiadi di Sydney 2000.

## Palmarès
- Giochi Olimpici

Sydney 2000: argento nella 4x100m misti.
- Mondiali in vasca corta

Hong Kong 1999: argento nei 200m dorso.
- Giochi PanPacifici

Sydney 1999: bronzo nei 100m dorso.